# Polska Telewizja Kablowa

Logo Polskiej Telewizji Kablowej

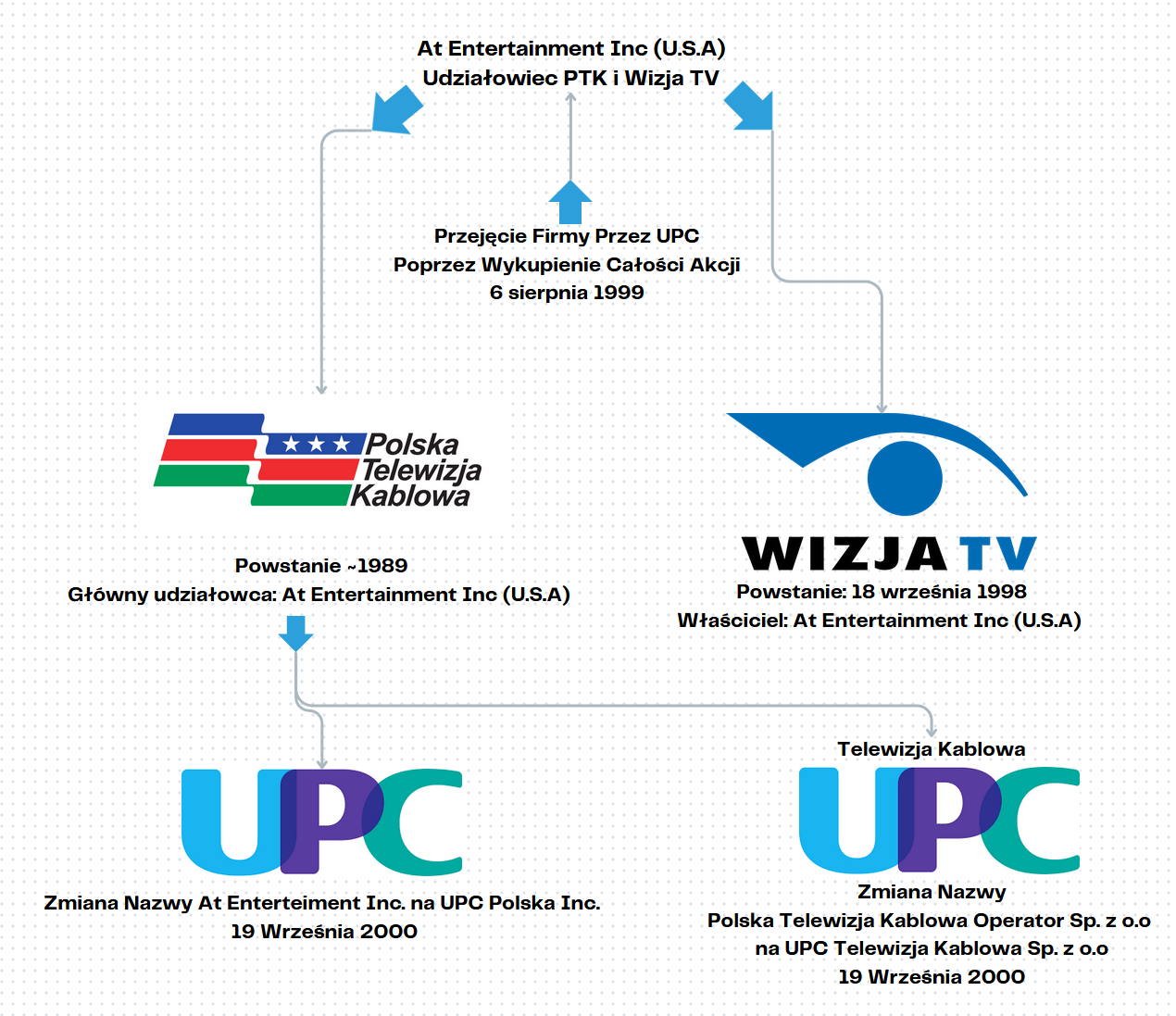
Schemat Powiązań Polskiej Telewizji Kablowej

Polska Telewizja Kablowa (PTK) – operator telewizji kablowej działający w Polsce w latach 1989–2000.
PTK oferowała usługi związane z budowaniem i eksploatacją telewizji kablowej w ośmiu największych aglomeracjach miejskich (między innymi w Warszawie, Krakowie, Kielcach, Trójmieście, Katowicach, Lublinie i Szczecinie) oraz w wielu mniejszych miastach. Była ona również operatorem systemu MMDS służącego do dystrybucji kanałów telewizyjnych i stacji radiowych w paśmie mikrofal. System ten działał w Warszawie, udostępniając abonentom 36 programów za pomocą nadajnika zlokalizowanego na dachu hotelu Marriott. W zasięgu sieci PTK znajdowało się około 1,7 mln gospodarstw domowych, z czego ponad 1 mln korzystało z usług firmy. Szerokopasmowe sieci PTK należały w tamtych czasach do najnowocześniejszych w Polsce.
UPC w czerwcu 1999 roku przejęła całość akcji At Entertainment, Inc., firmy będącej udziałowcem Wizji TV i PTK. W niektórych źródłach At Entertainment występuje jako @Entertainment.
Polska Telewizja Kablowa Operator Sp. z o.o. zmieniła nazwę na UPC Telewizja Kablowa Sp. z o.o (postanowienie Sądu Rejonowego dla m. st. Warszawy z 19 września 2000 roku).